# Leptosuctobelba vulgaris
Leptosuctobelba vulgaris är en kvalsterart som beskrevs av Chinone 2003. Leptosuctobelba vulgaris ingår i släktet Leptosuctobelba och familjen Suctobelbidae. Inga underarter finns listade i Catalogue of Life.